# 임화문학예술상
임화문학예술상은 일제강점기 문인 임화의 문학적 업적을 기려 임화문학예술상 운영위원회와 소명출판이 공동 주관하는 문학상이다.

## 역대 수상 작품
- 2009년 1회 백무산 <거대한 일상>
- 2010년 2회 최원식 <제국 이후의 동아시아>
- 2012년 4회 리얼리즘 시가 빠지기 쉬운 평면성을 훌쩍 뛰어넘어 다의적 공간으로 언어를 밀어붙이면서도 미적 폐쇄성의 함정에 빠지지 않은 안도현 <북항>[1]
- 2013년 5회 치열한 논쟁적 문제의식을 통해 한국문학의 근대성에 대한 근본적인 사유와 발본적인 문제제기를 펼쳐놓고 있는 김흥규 <근대의 특권화를 넘어서>[2]
- 2014년 6회 절망과 상처를 넘어 자신이 걸어온 시간에 대한 조용하고도 결연한 목소리에 다다르는 담담하고도 견고한 과정이 담겨 있는 나희덕 <말들이 돌아오는 시간>[3]
- 2015년 7회 김사인 <어린 당나귀 곁에서>
- 2016년 8회 강영주 <통일시대의 고전 '임꺽정' 연구>
- 2017년 9회 문장과 문체에 더 열정과 시간을 투여하면서 한 문장, 한 문장 잘 읽히게끔 하고 그 문장들이 공감의 영역을 넓혀가게끔 섬세하게 배려하는 권성우 <비평의 고독>[4]
- 2018년 10회 이시영, 『하동』 (창비, 2017.9.15.)[5]
- 2019년 11회 한기형, 『식민지 문역-검열/이중출판시장/피식민자의 문장』 (성균관대학교 출판부, 2019.6.25.)[6]
- 2020년 12회 임헌영, 『한국소설, 정치를 통매하다』 (소명출판, 2020.02.10.)[7] - 후일담, 모처럼 창비 건물을 벗어나 평론가 임헌영이 주로 활동하는 민족문제연구소 강당에서 개최하였으며, 시상식을 Youtube 민족문제연구소 채널에서 생중계하였다.[8]